# Herlev Bymidte Station
|  | Fremtidig bygning Denne artikel omhandler en bygning, der er under opførelse. Det er derfor muligt, at indholdet er af spekulativ natur, og ligeledes, at indholdet kan ændre sig markant efterhånden som flere oplysninger bliver tilgængelige. |

Herlev Bymidte Station er en kommende letbanestation på Hovedstadens Letbane (Ring 3-letbanen) i Herlev Kommune. Den kommer til at ligge på Herlev Ringvej umiddelbart nord for krydset med Herlev Hovedgade og i nærheden af indkøbscentret Herlev Bymidte. Den placeres på midten af vejen og vil bestå af to spor med hver sin perron med adgang via fodgængerfeltet i krydset. Stationen var oprindeligt planlagt til at åbne i 2025, men åbningen af den nordlige del af letbanestrækningen fra Rødovre Nord til Lundtofte er den 10. september 2024 blevet udskudt til 2026.